# Chloephaga dabbenei
Chloephaga dabbenei — вимерлий вид Chloephaga, що населяв Аргентину в епоху плейстоцену.
Вид був відкритий у Сан-Хосе, Буенос-Айрес, та вперше описаний у 2024 році. Видова назва, dabbenei, була обрана на честь італо-аргентинського орнітолога Роберто Даббене. C. dabbenei відрізняється від інших видів Chloephaga своїми міцними розмірами, порівняно товстою шиєю та невеликими плечовими кістками.